# Земство

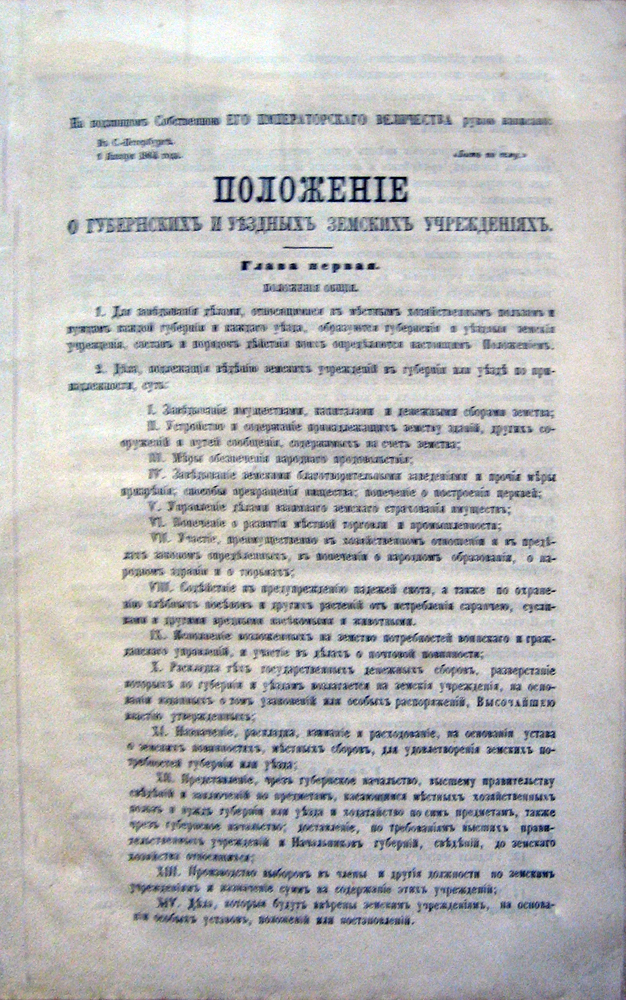
Положение о губернских и уездных земских учреждениях

Зе́мства (зе́мские учрежде́ния) — выборные органы местного самоуправления (земские собрания, зе́мские упра́вы) в Российской империи и Российской республике в 1864—1919 годах на уровне губернии, уезда и (с 1917 года) волости.
Земства были введены земской реформой 1864 года. К 1914 году земства существовали в 43 губерниях Европейской России. Упразднены большевиками в 1918—1919 годах.

## История

### Введение земств
Проект земской реформы разрабатывался с 1859 года комиссией при министерстве внутренних дел (председатель Н. А. Милютин, с 1861 года — П. А. Валуев). Подписанное императором Александром II «Положение о губернских и уездных земских учреждениях» отразило различные интересы дворянских группировок.
Одной из целей создания земств было, по словам министра внутренних дел Ланского, «вознаградить дворян за потерю помещичьей власти», предоставив им «первенство в местной хозяйственной администрации» (был установлен высокий имущественный, а с 1890 года и сословный избирательный ценз).

### Дальнейшая история

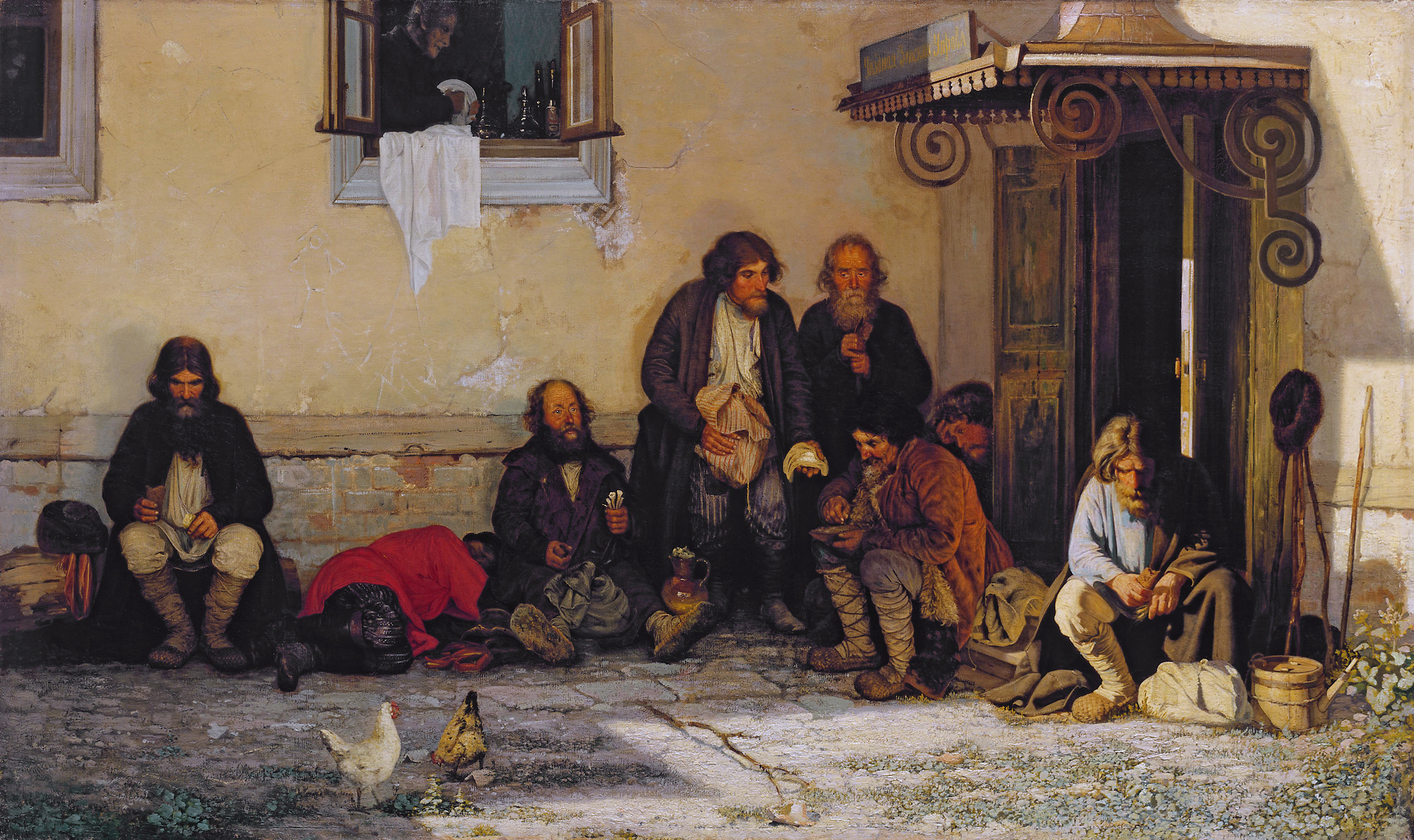
Григорий Мясоедов. «Земство обедает»

Земская реформа проводилась не повсеместно и не одновременно. К концу 1870-х годов земства были введены в 34 губерниях Европейской России, в Бессарабии и в Области войска Донского (в последней в 1882 году ликвидированы). Многие национальные и другие районы Российской империи земств не имели. Закон о земстве в западных губерниях был принят лишь в 1911 году. В 1913 году земские органы появились в Астраханской, Оренбургской, Ставропольской губерниях.
В 1890 году в ходе так называемых контрреформ Александра III было усилено сословно-дворянское представительство в земствах.
Земства постепенно становились центрами «кристаллизации» местной интеллигенции и скоро составили серьёзную либеральную оппозицию правительству. 6 ноября 1904 года по инициативе «Союза освобождения» состоялся Земский съезд, итогом работы которого стала программа реформ из одиннадцати пунктов, плод борьбы и компромиссов между земствами. В 1906 году губернские земские собрания получили право выбирать члена Государственного Совета, по одному члену от каждого собрания.
У земства существовали собственные печатные органы — журнал «Самоуправление», газеты, освещавшие успехи движения.
Крупные мероприятия, например, Бородинские торжества 1912 года, также не обходились без земства. Силами и в значительной степени на деньги земцев было построено шоссе к полю Бородинского сражения, расчищен от бурелома и мусора прилегающий лес, сделаны и размещены декорации и украшения (беседки, трибуны, флаги, цветы).
С началом Первой мировой войны земское движение организовало разветвлённую сеть лазаретов, применив к военному времени весь свой опыт. Единственное, чем отличались земские лазареты от больниц мирной жизни, это подавляющим большинством женщин — врачей, фельдшериц, сестёр, так как мужчины ушли на фронт. На фронте же очень быстро выяснилось, что снабжение армии поставлено отвратительно. Для решения этой важнейшей проблемы были образованы земские союзы: в июле 1914 года — Всероссийский, в августе — Городской, для помощи правительству в организации снабжения армии и помощи раненым и беженцам. Правительство передало в их руки часть военных заказов, и дело сразу же оживилось.
Помимо снабженческих функций, земство занялось улучшением санитарного состояния, и благодаря своевременно принятым мерам ни в армии, ни в тылу не было эпидемий. Земство создало знаменитые «летучки» — летучие отряды, созданные для максимально быстрой помощи раненым: их отыскивали на полях сражений, перевязывали, устраивали временные лазареты; если не было такой возможности, перевозили в тыл и там размещали по госпиталям и больницам.
Снабжение войск не было сосредоточено в одних руках. В 1915 году специально для окончательного решения этой проблемы оба Союза объединились в Главный комитет по снабжению армии Всероссийского земского и городского союза (Земгор), который и собирался полностью взять на себя своевременное и качественное снабжение армии всем необходимым, от провизии до снарядов. Но тут правительство в очередной раз испугалось такого резвого и сильного конкурента и пошло на попятный, оставив дело снабжения за своими учреждениями, а земству передало только посреднические функции.

## Устройство и правовое положение

### Губернские земские учреждения
Раз в год в губернском городе происходил съезд депутатов от уездных земских собраний всей губернии под председательством губернского предводителя дворянства — губернское земское собрание, осуществлявшее общее руководство хозяйственными делами губернии. Для постоянного ведения этих дел оно избирало губернскую земскую управу из председателя и нескольких членов.
В губернское земское собрание, помимо гласных, входили местные представители ведомств. В губернских собраниях председательствовал губернский предводитель дворянства или иное лицо, установленное на эту должность губернатором.

### Уездные земские учреждения
Все землевладельцы, торговцы и промышленники, обладающие недвижимым имуществом определённой ценности, а также сельские общества получили право избирать из своей среды на три года представителей («гласных») в уездные земские собрания. Эти собрания, под председательством уездного предводителя дворянства, собирались ежегодно на короткий срок для руководства хозяйственными делами уезда. Уездное земское собрание избирало из своей среды уездную земскую управу, состоящую из председателя и двух членов. Управа была постоянным учреждением.

### Земские сборы
Земствам было предоставлено право облагать население уездов сборами и повинностями на земские нужды (строительство и обустройство школ, благотворительность, медицинская помощь, устройство дорог и мостов и т. п.).

### Административный надзор
Деятельность земств была подчинена надзору губернаторов и министерства внутренних дел.
Главное, за чем неукоснительно следил губернатор, — это строгое выполнение земством своих прямых обязанностей, то есть решение административно-хозяйственных проблем: устройство школ, оборудование больниц, строительство дорог, позднее, с развитием единоличных наделов, — пропаганда агрономических знаний, создание курсов «повышения квалификации» для врачей, учителей, агрономов, статистиков, развитие ремёсел, кустарного производства.

## Направления деятельности

### Земское образование
Земские школы были двух типов — одноклассные, с трёхгодичным курсом обучения, рассчитанные на пятьдесят учеников с одним учителем (т. н. однокомплектные), и двухклассные с четырёхлетним курсом, с 50 и более учениками и двумя учителями, в зависимости от количества детей в селе, от потребности в образовании и от материальных и денежных возможностей местной земской управы.
Стандартный месячный заработок земского учителя в начале XX века составлял 30 рублей; прослужив пять лет, получали уже 37 рублей 50 копеек: 5 рублей доплачивало губернское земство и 2 с полтиной — уездное. (Для сравнения: раньше платили по «двенадцать-пятнадцать рублей в месяц»). Предусматривалась казённая квартира (как правило, квартира предусматривалась в здании школы), либо оплата съёмного жилья.
В начале XX века земства выступали с инициативой введения всеобщего начального образования (однако, соответствующий закон так и не был принят); наиболее прогрессивные земства (например, Ярославское) добились всеобщего начального образования в своих губерниях к 1910-м годам.

### Земская медицина
Одной из важных сторон работы земства было создание системы медицинской помощи. Организация её была в существенных чертах такова: уезды разделялись на участки (иногда 4—5 на уезд), каждым участком заведовал врач, приглашаемый земством; для приёма амбулаторных больных, для помещения нуждающихся в больничном лечении существовали в каждом участке земские больницы или приёмные покои; лечение, содержание больных было бесплатное; в среднем на участкового врача приходится около 10—15 тыс. человек, разъезды врачей были очень велики. Помощниками земских врачей являлись фельдшеры, акушерки и фельдшерицы. Для объединения деятельности земских врачей созывались съезды земских врачей (в Твери 1871).

### Земское страхование
Взаимное земское страхование являлось разновидностью взаимного страхования, которое было организовано и функционировало в рамках одной губернии. Такое страхование в дореволюционной России регулировалось публичным правом и поэтому относилось к публично-правовому страхованию.
Взаимное земское страхование представляло собой отдельную самостоятельную отрасль земского хозяйства. Первоначально оно осуществлялось в обязательной форме. Страховой капитал составлялся из взносов владельцев страхуемых строений и мог быть употреблён только на нужды страхования и неразрывно связанного с ним пожарного благоустройства. В нормативных документах было указано, что «возложенные законом на земство поручения по сбору и распоряжению страховыми капиталами ни при каких условиях не превращает эти капиталы в земские».
Благодаря обязательному взаимному земскому страхованию строений от огня не только обеспечивались страховой защитой на случай пожара владельцы этих строений, но успешно решались и другие задачи. Население приучалось к использованию страхования для защиты своих имущественных интересов; велась значительная превентивная работа, направленная на снижение пожароопасности в селениях. Именно в связи с развитием превентивного подхода к осуществлению страховой защиты взаимное земское страхование приобрело финансовую устойчивость и стало проводиться не только в обязательной, но и в добровольной форме.

### Земская почта
Подавляющее большинство земских управ организовывали свои почтовые службы для пересылки корреспонденции внутри уездов, а также для обмена корреспонденцией с государственной почтовой службой.

### Земская статистика
Земства вели статистические работы по обследованию главным образом состояния сельского хозяйства и процессов его социально-экономического развития.

### Другие результаты работы
За более чем полвека существования земского движения в России возникла развитая инфраструктура, особенно в провинциях. Была построена сеть дорог, связавших между собой отдалённые села. Почти в каждой деревне открылись школы, больницы или хотя бы фельдшерские пункты.
Земство приобрело большое влияние в обществе, в том числе влияние политическое. Работая на местах, в провинции, земцы лучше многих видели недостатки и понимали пути их исправления. Земское движение «наверху» стало легальной оппозицией и реальной властной силой; «внизу» прочно закрепило за собой позиции, поддерживающие эту силу.